# 圣西蒙 (夏朗德省)
圣西蒙（法語：Saint-Simon，法語發音：[sɛ̃ simɔ̃]）是法国夏朗德省的一个市镇，属于干邑区。

## 地理
圣西蒙（45°38'59"N, 0°4'34"W）面积3.77 平方千米，位于法国新阿基坦大区夏朗德省，该省份为法国西部内陆省份，北起德塞夫勒省和维埃纳省，东临上维埃纳省，东南至多尔多涅省，南至多爾多涅省，西接滨海夏朗德省。
与圣西蒙接壤的市镇（或旧市镇、城区）包括：昂雅克夏朗德、巴萨克、穆利达尔、格拉沃圣阿芒、维布拉克。

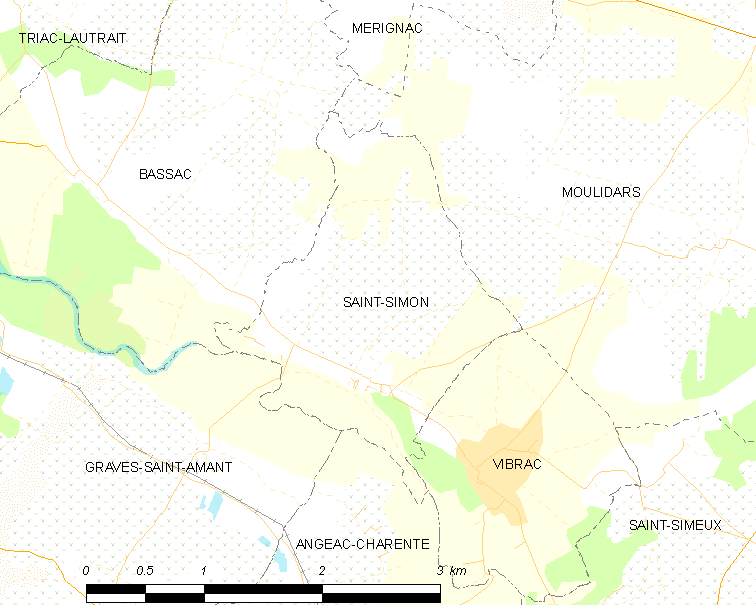
的OSM定位图

圣西蒙的时区为UTC+01:00、UTC+02:00（夏令时）。

## 行政
圣西蒙的邮政编码为16120，INSEE市镇编码为16352。

## 政治
圣西蒙所属的省级选区为夏朗德-香槟县。

## 人口

1962-2008年间人口变化图示

圣西蒙于2022年1月1日时的人口数量为229人。